# عين زيانة
عين زيانة هي منطقة محمية في ليبيا. تبلغ مساحتها 500 هكتار، وتغطي بحيرة عين زيانة وجزء من الساحل 15 كم شمال شرق بنغازي، وهي أحد المكونات المحمية الطبيعية في بنغازي.
يوجد في بحيرة عين زيانة عدد كبير من للافقاريات الكبيرة. وتوجد فيها أنواع مختلفة من الأسماك، ومزدوجات الأرجل، ومجدافيات الأرجل، والرخويات.